# Graf Zeppelin (Schiff, 1916)
Die Graf Zeppelin war ein Hilfsminensucher der Kaiserlichen Marine. Nach dem Ende des Ersten Weltkriegs diente er in Portugal als Fischdampfer. Benannt war das Schiff nach Ferdinand Graf von Zeppelin.

## Geschichte
Die Graf Zeppelin wurde am 6. Februar 1917 bei der Hilfsminensuch-Flottille, 1. Halb-Flottille, in Dienst gestellt. Am 1. Februar 1918 wurde sie dem Verband der U-Boot-Schule zugeteilt. 
Am 19. Juni 1920 wurde sie aufgrund des Versailler Vertrags zur britischen Kriegsbeute, aber offenbar unmittelbar danach nach Portugal verkauft, wo sie 1922 unter dem neuen Namen Cabo Branco (Deutsch: Weißes Kap, siehe Ras Nouadhibou) als Fischdampfer in Betrieb genommen wurde. 
Am 4. Juni 1929 strandete der Dampfer am Cap Ghir nördlich von Agadir und wurde offenbar aufgegeben; Einzelheiten sind nicht bekannt.   

## Schwesterschiffe
Geier, Hersing, Boelcke, Immelmann, Georg Rhode, Weddigen. 